# Genarp
Genarp – miejscowość (tätort) w Szwecji, w regionie administracyjnym (län) Skania, w gminie Lund.
Według danych Szwedzkiego Urzędu Statystycznego liczba ludności wyniosła: 2962 (31 grudnia 2015), 2956 (31 grudnia 2018) i 3000 (31 grudnia 2019).